# Hallensia
Hallensia ist eine heute ausgestorbene Gattung aus der Gruppe der Pferdeartigen (Equoidea) innerhalb der Unpaarhufer (Perissodactyla). Sie ist hauptsächlich über zwei mehr oder weniger vollständige Skelette aus der Grube Messel und dem Geiseltal bekannt, weitere vereinzelte Funde stammen aus Frankreich. Die Tiere lebten im
Unteren und Mittleren Eozän vor 49 bis 45 Millionen Jahren, Es handelte sich um kleinere Tiere, die Ähnlichkeiten zu Propalaeotherium aufwiesen, aber kompakter gebaut waren. Eine genaue Zuweisung zu einer bestimmten Familie innerhalb der Equoidea kann für Hallensia nicht gegeben werden. Im Gebiss- und Skelettbau zeigt es sowohl Merkmale der Pferde als auch der Palaeotheriidae als deren nächste verwandte Gruppe. Die Erstbeschreibung der Gattung erfolgte 1986, damals wurde sie aber als Vertreter der ausgestorbenen, huftierartigen Condylarthra angesehen, erst später wurde eine Stellung innerhalb der Equoidea erkannt.

## Merkmale
Hallensia war ein eher kleiner Vertreter der frühen Pferdeartigen, ein nahezu vollständiges, artikuliertes Skelett besaß eine Kopf-Rumpf-Länge von mehr als 50 cm und eine Höhe im Bereich des aufgewölbten Rückens von rund 40 cm. Allgemein zeichneten sich die Vertreter durch einen recht robusten Körperbau aus, der noch die für frühe Höhere Säugetiere typisch aufgewölbte Rumpfwirbelsäule besaß. Der Schädel wurde bei zwei vollständigen Exemplaren 17 bis 17,5 cm lang und wies einen sehr schlanken Bau auf. Er zeigte eine leicht gewölbte Stirnlinie. Markant war vor allem der extrem kleine Naseninnenraum zwischen dem Nasenbein und dem Mittelkieferknochen, der nur etwa bis zum hintersten Schneidezahn reichte. Das Nasenbein besaß in der Aufsicht eine langgestreckte und schmale, vorn leicht dreieckige Form. Es reichte weit nach vorn, fast bis zur Schnauzenspitze. Die Jochbögen waren seitlich nur schwach ausgekeilt und insgesamt schlank entwickelt. Auf den Scheitelbeinen befand sich ein markanter Scheitelkamm. Am Hinterhauptsbein ragte der Schädel bereits leicht nach hinten über, so dass es etwas verlängert wirkte. Das Augenfenster befand sich im Vergleich zu anderen frühen Pferdeartigen, etwa Propalaeotherium sehr weit vorne, etwa über dem ersten Molaren, und erreichte einen Durchmesser von 2 bis 2,5 cm. Markant war auch ein sehr großes und tiefes Foramen infraorbitale kurz vor dem Augenfenster, etwa oberhalb des letzten und vorletzten Prämolaren.
Zwei Unterkiefer waren zwischen 13,7 und 16,3 cm lang. Die Symphyse war auffällig flach, der Kiefer am vorderen Ende analog zum Oberschädel sehr schmal, was eine schmale Schnauze annehmen lässt. Die Höhe des Knochenkörpers hinter dem letzten Molaren betrug rund 4 cm, der Gelenkast ragte bis zu 8 cm auf. Die Bezahnung umfasste wie bei den meisten frühen Pferdeartigen die vollständige Zahnanzahl der Höheren Säuger mit folgender Zahnformel: {\displaystyle {\frac {3.1.4.3}{3.1.4.3}}}. Die Schneidezähne sind nur unvollständig bekannt, waren aber schaufelförmig gestaltet. Der Eckzahn war dolchartig geformt und erhaben und vom hinteren Gebiss durch ein kurzes Diastema getrennt, das manchmal auch ganz fehlen konnte. Alle Backenzähne wiesen niedrige Zahnkronen (brachyodont) auf. Die Zahnreihe zeigte sich überwiegend geschlossen, nur zwischen den beiden vorderen Prämolaren trat teils ein kurzes weiteres Diastema auf. Die Kauoberflächen der Backenzähne kennzeichneten gerundete Zahnschmelzhöcker, die zum Teil parallele Reihen bildeten (bunolophodont). Zwischen den Haupthöckern waren aber auch einzelne kleinere Nebenhöcker ausgebildet, so dass je Zahn sechs Höckerchen bestanden. Die Länge der Backenzähne nahm nach hinten hin zu, ebenso wurden die Molaren im Oberkiefer immer deutlicher trapezförmig im Umriss, im Unterkiefer rechteckig. Die Länge der Molaren variierte von 0,9 bis 1,1 cm.
Das Körperskelett ist nicht vollständig überliefert, zudem lassen sich aufgrund der Erhaltung nur wenige Merkmale erkennen. Von der Wirbelsäule sind 7 Hals-, 19 Brust-, 5 Lenden- und 5 Kreuzbeinwirbel bekannt, die genaue Anzahl der Schwanzwirbel fehlt. Die Halswirbelsäule war typisch für frühe Pferdeartige äußerst kurz. Sie erreichte nur 46 % der Länge der Brustwirbelsäule (bei heutigen Pferden sind es 80 %). Der Oberarmknochen wurde etwa 11 cm lang. Am Unterarm war die Elle mit 12 cm Länge wesentlich kräftiger gebaut als die Speiche, die nur 8,6 cm lang wurde, und besaß ein ausgedehntes oberes Gelenk (Olecranon). Der Oberschenkelknochen hatte einen ausgeprägten, rundlich geformten dritten Trochanter am Schaft. Mit einer Länge von bis zu 17 cm war er der längste Knochen. Das Schienbein wirkte im Gegensatz zum Oberschenkelknochen kurz und gestaucht. Er wurde 13 cm lang und war nicht mit dem Wadenbein verwachsen. Typisch für frühe Unpaarhufer endeten die Vorderbeine in Füße mit vier Strahlen (II bis V), die Hinterbeine in Füße mit drei (II bis IV). Der äußerste Strahl des Vorderfußes war aber schon deutlich in der Länge reduziert. Am jeweils kräftigen Mittelstrahl (III) wiesen der Mittelhand- und Mittelfußknochen 5,2 beziehungsweise 5,6 cm Länge auf. Insgesamt war der hintere Fuß kräftiger gestaltet als der vordere.

## Fossilfunde
Funde von Hallensia sind selten und auf Mittel- und Westeuropa beschränkt. Die umfangreichsten Funde stammen aus dem Geiseltal südwestlich von Halle in Sachsen-Anhalt. Hervorzuheben ist ein vollständiges, wenn auch stark aus dem Verband gelöstes Skelett aus dem Bereich der Unterkohle. Neben diesem wurden hier gut drei Dutzend weitere Schädel- und Gebissfragmente gefunden. Ein nahezu vollständiger Schädel entstammt der Unteren Mittelkohle, wenige weitere Gebissreste kamen aus der Oberen Mittelkohle zu Tage. Die Funde datieren ins Mittlere Eozän und sind rund 47 bis 45 Millionen Jahre alt. Ein nahezu vollständiges Skelett konnte aus der Grube Messel bei Darmstadt in Hessen geborgen werden. Diesem fehlt lediglich der vordere Schädelbereich, die Knochen sind aber durch Pyriteinlagerungen stark beschädigt. Allerdings zeichnet sich der Fund durch eine außerordentlich gute Erhaltung des Weichteilgewebes aus. Er entspricht im Alter etwa den Fossilresten aus der Unterkohle des Geiseltals. Der älteste Fund von Hallensia wurde aus Frankreich berichtet. Es handelt sich um einen rechten Oberkiefer aus Epernay im Pariser Becken, der in das Untere Eozän datiert und somit rund 50 Millionen Jahre alt ist. Weitere Reste in Form von Kieferfragmenten und isolierten Zähnen sind von zusätzlichen umliegenden Fundstellen im Pariser Becken belegt.

## Paläobiologie
Im Gesamthabitus glich Hallensia weitgehend dem bekannten Propalaeotherium, typisch bei beiden ist die nach oben gebogene Wirbelsäule. Die durch Bakterien hervorgerufene Nachzeichnung des Weichteilgewebes beim Messeler Fund gibt den gesamten Körper wieder und verweist auf einen plumperen Bau als es bei Propalaeotherium der Fall ist. Nahrungsreste im hinteren Körperbereich geben an, dass diese wie bei heutigen Pferden im Darm verdaut wurden (Enddarmfermentierer). Durch die große Menge an Nahrungsresten ist die Lage des Grimmdarms und des Blinddarms hervorragend nachgezeichnet. Diese entsprechen in der Form denen der heutigen Pferde, sind aber kleiner. Weiterhin konnten Bakterienkolonien in diesem Körperbereich festgestellt werden, was dafür spricht, dass schon bei den frühesten Unpaarhufern die Nahrung mit Hilfe derartiger Mikroorganismen verarbeitet wurde. Die Nahrungsreste umfassen zahlreiches Pflanzenmaterial, überwiegend Stängelmaterial, aber wenig Blätter. Zudem ließ sich sehr viel gröberklastisches Material nachweisen, etwa Sand und kleinere, bis zu 8 mm große Kiesel. Dies spricht dafür, dass Hallensia seine Nahrung zumindest teilweise am Boden gesucht hat und diese Sedimente als „Beifang“ mit verschluckte.

## Systematik
Hallensia ist eine heute ausgestorbene Gattung aus der Ordnung der Unpaarhufer (Perissodactyla). Innerhalb dieser wird sie zur Unterordnung der Hippomorpha und der Überfamilie der Equoidea gestellt, die die heutigen Pferde (Equidae) und die ausgestorbenen Palaeotheriidae vereint. Für eine Stellung bei den Hippomorpha und Equoidea spricht vor allem die tiefe und nach hinten versetzte Lage des Foramen opticum gegenüber den Tapiromorpha als weitere Großgruppe der Unpaarhufer. Dabei kann Hallensia derzeit keiner genaueren Familie zugewiesen und gilt als incertae sedis. Wahrscheinlich nimmt es eine Art Mittlerstellung zu den beiden Familien ein. Mit den Palaeotherien verbindet Hallensia das kurze, postcanine Diastema, das bei den Pferden deutlich länger ausgeprägt ist, mit den Pferden wiederum der Bau des Beckens und hier vor allem des Sitzbeins, dessen Gestaltung bei den Palaeotherien keinen schnellen Lauf gestattete. In diesem Sinne ordnen einige phylogenetische Analysen, so aus den Jahren 2013 und 2019, Hallensia als urtümlichen Vertreter der Equoidea ein. Andere Studien sehen Hallensia aber eher als basalen Unpaarhufer an, der zusammen mit Cambaytherium einer „Stammgruppe“ der Ordnung angehört.
Folgende Arten sind heute anerkannt:
- H. louisi Hooker, 1994
- H. matthesi Franzen & Haubold, 1986
- H. parisiensis Franzen, 1990

Die wissenschaftliche Erstbeschreibung von Hallensia erfolgte 1986 durch Jens Lorenz Franzen und Hartmut Haubold. Der Holotyp (Exemplarnummer GMH XXXVI/285) umfasst ein nahezu vollständiges, aber stark disartikuliertes Skelett aus dem Geiseltal. Innerhalb der Erstbeschreibung verwiesen beide Autoren die Gattung zu den Condylarthra, urtümlichen Huftieren. Erst später wurde erkannt, dass Hallensia aufgrund der vollständigen Reduktion des ersten Vorderfußstrahls und des sattelförmig eingesenkten unteren Gelenkendes des Sprungbeins, Merkmale, die bei den Condylarthra nicht auftreten, eindeutig zu den Unpaarhufern gehört. Bereits 1977 hatte Horst Werner Matthes zwei Oberkieferfragmente aus dem Geiseltal zu Propachynolophus innerhalb der Equoidea verwiesen, ohne jedoch Gründe anzugeben. Der Gattungsname Hallensia bezieht sich auf die Stadt Halle in Sachsen-Anhalt, in dessen Nähe das Geiseltal liegt und wo die Geiseltalsammlung aufbewahrt wird.